# Nazionale maschile di rugby a 7 dell'Australia
La nazionale di rugby a 7 dell'Australia è la selezione che rappresenta l'Australia a livello internazionale nel rugby a 7. Partecipa regolarmente a tutti i tornei delle World Rugby Sevens Series, alla Coppa del Mondo di rugby a 7 e ai Giochi del Commonwealth.
L'Australia vanta tra i migliori risultati ottenuti due finali di Coppa del Mondo entrambe perse: nell'edizione inaugurale del 1993 gli australiani sono stati sconfitti in finale dall'Inghilterra 21-17, mentre nel 2001 il titolo mondiale è stato vinto dalla Nuova Zelanda che si è imposta 31-12.
Ha preso parte anche al torneo olimpico inaugurale di rugby a 7 svoltosi durante i Giochi di Rio de Janeiro 2016, venendo eliminata ai quarti di finale dal Sudafrica che ha vinto col punteggio 22-5.

## Palmarès
- Giochi mondiali

Akita 2001: medaglia d'argento
- Giochi del Commonwealth

Kuala Lumpur 1998: medaglia di bronzo
Delhi 2010: medaglia d'argento
Glasgow 2014: medaglia di bronzo
- Oceania Sevens: 3

2010, 2012, 2015

## Partecipazioni ai principali tornei internazionali
- 2016: 8º posto
- 2020: 7º posto
- 2024: 4º posto

- 1993:  2º posto
- 1997: quarti di finale
- 2001:  2º posto
- 2005:  semifinali
- 2009: finalista Plate
- 2013: quarti di finale
- 2018: 10º posto
- 2022: 4º posto

- 1999-00:  3º posto
- 2000-01:  2º posto
- 2001-02: 5º posto
- 2002-03: 5º posto
- 2003-04: 8º posto
- 2004-05: 7º posto
- 2005-06: 8º posto
- 2006-07: 7º posto
- 2007-08: 8º posto
- 2008-09: 8º posto
- 2009-10:  3º posto
- 2010-11: 6º posto
- 2011-12: 6º posto
- 2012-13: 8º posto
- 2013-14: 5º posto
- 2014-15: 5º posto
- 2015-16: 4º posto
- 2016-17: 6º posto
- 2017-18: 4º posto
- 2018-19: 7º posto
- 2019-20: 4º posto

- 1998:  3º posto
- 2002: finalista Plate
- 2006: 4º posto
- 2010:  2º posto
- 2014:  3º posto
- 2018: 5º posto